# Standbeeld van Henck Arron

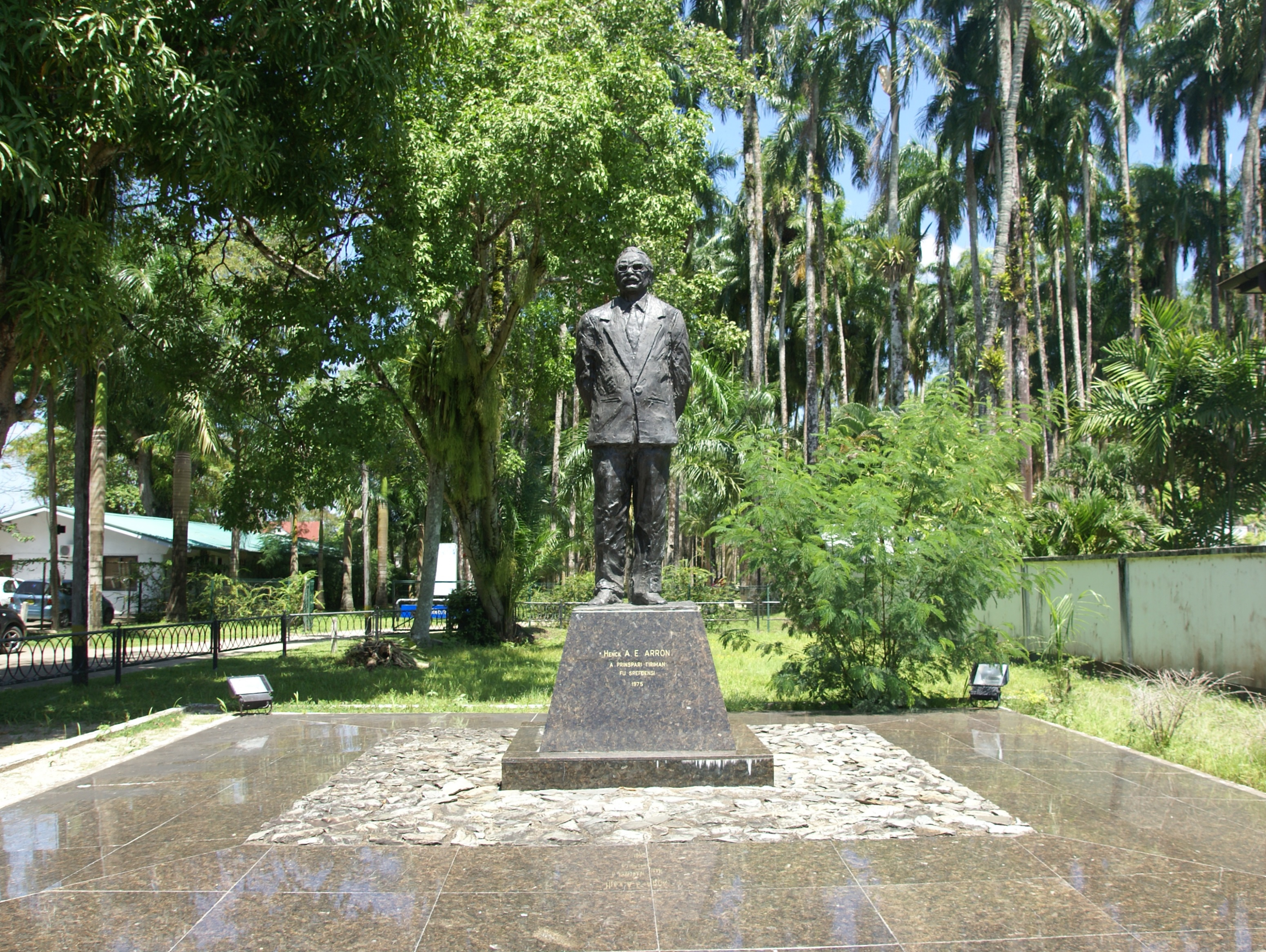
Het standbeeld van Henck Arron.

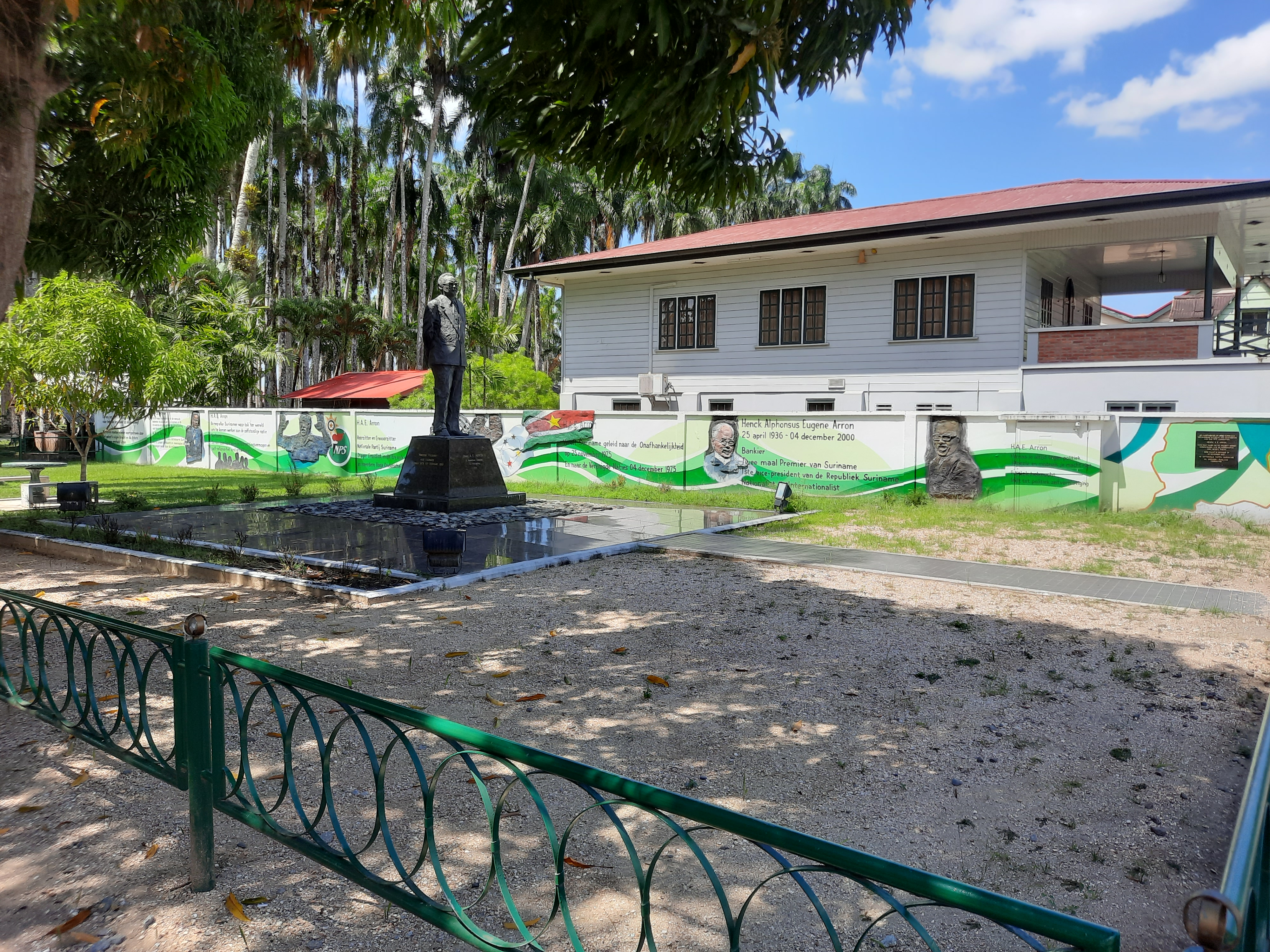
Plein rondom het standbeeld.

Het standbeeld van Henck Arron staat aan de Kleine Combéweg bij de ingang van de Palmentuin in Paramaribo, Suriname. Het standbeeld staat in het midden van een plein dat aan zijn leven herinnert.
Henck Arron (1937-2000) was in 1975 de eerste premier van Suriname en wordt gezien als de grote wegbereider van de onafhankelijkheid.
Op 26 april 2008 werd het standbeeld onthuld. Het standbeeld werd gemaakt door Erwin de Vries. Het werd geplaatst voor de ingang van de Palmentuin. 
Op het voetstuk van het standbeeld staat de tekst:
Henck A.E. ARRON
A prinspari tiriman
fu srefdensi
1975
En op de zijkant hiervan:
Minister President
van Suriname
December 1973 tot februari 1980